# کارین سرگری
کارین سرگری (انگلیسی: Karine Sergerie؛ زادهٔ ۱ فوریهٔ ۱۹۸۵) تکواندوکار اهل کانادا است.